# Биг Крик (Мисисипи)
Биг Крик (енгл. Big Creek) град је у америчкој савезној држави Мисисипи.

## Демографија
По попису из 2010. године број становника је 154, што је 27 (21,3%) становника више него 2000. године.
| Група             | 2000.       | 2010.       |
| Белци             | 117 (92,1%) | 139 (90,3%) |
| Афроамериканци    | 8 (6,3%)    | 8 (5,2%)    |
| Азијати           | 0 (0,0%)    | 1 (0,6%)    |
| Хиспаноамериканци | 0 (0,0%)    | 2 (1,3%)    |
| Укупно            | 127         | 154         |